# 天外魔境ZERO
《天外魔境ZERO》是一款由Red Company公司制作、Hudson发行的角色扮演类游戏。游戏于1995年12月22日在日本地区超级任天堂发行。 本游戏为天外魔境系列第四作。
《天外魔境ZERO》是一款回合制角色扮演游戏，并且游戏中具有随机战斗。《天外魔境ZERO》是超级任天堂少数几款使用到SPC7110芯片的游戏。相比其他传统的超级任天堂游戏，这款解压缩芯片可以让卡带能够存储更多容量。